# Nicholas Hammond

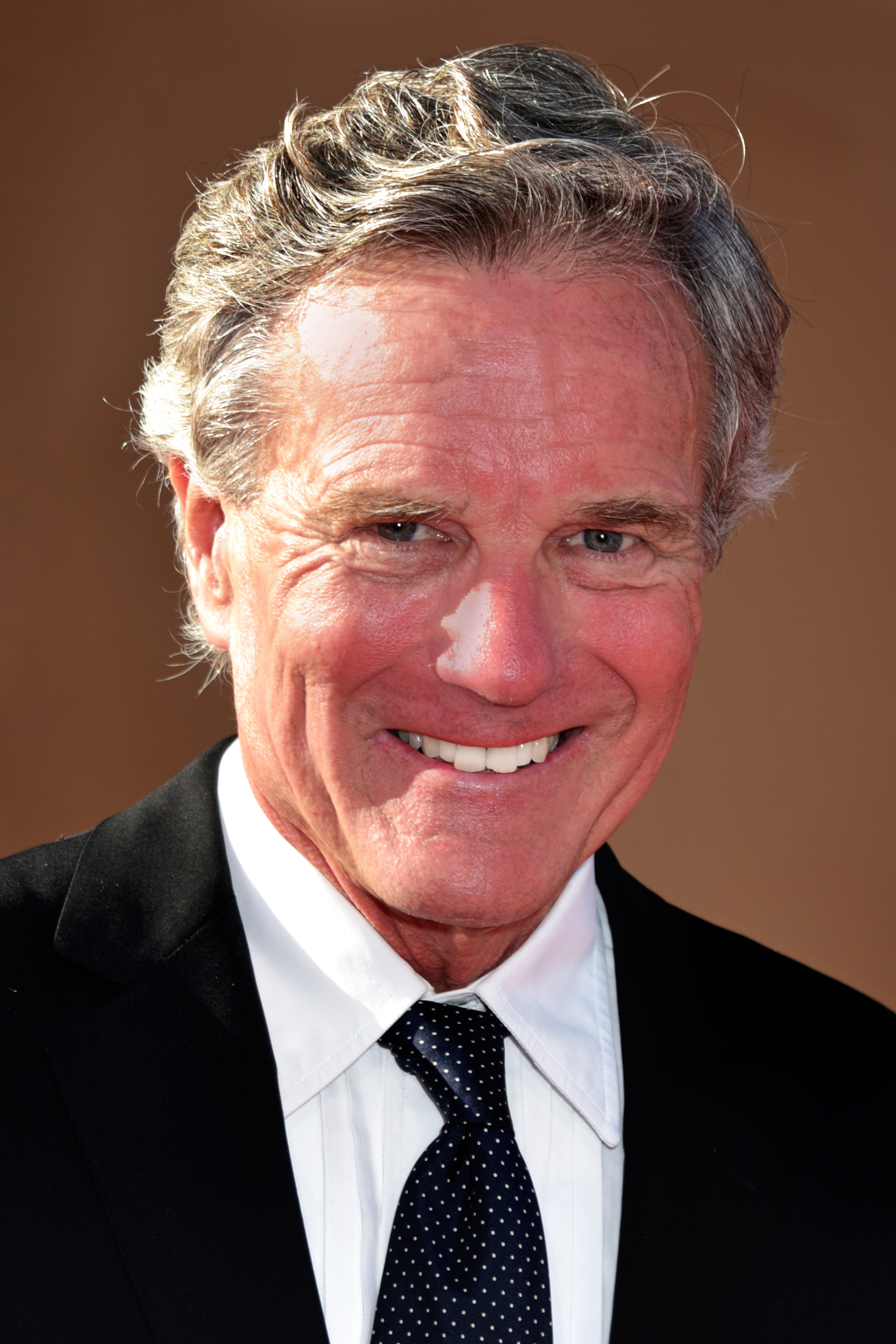
Nicholas Hammond 2019

Nicholas Hammond (* 15. Mai 1950 in Washington, D.C.) ist ein US-amerikanischer Schauspieler und Drehbuchautor.

## Leben und Karriere
Nicholas Hammond wurde als Sohn des amerikanischen Colonels Thomas W. Hammond (1908–1970) und der britischen Schauspielerin Eileen Bennett (* 1920) geboren. Durch den Beruf seines Vaters zog die Familie häufig um und lebte zeitweise in Europa. Auch durch seine Mutter kam er schon früh zur Schauspielerei und machte sein Filmdebüt 1963 mit einer Nebenrolle in Herr der Fliegen, der Verfilmung von William Goldings gleichnamigen Roman. Zwei Jahre später trat er neben Julie Andrews und Christopher Plummer im äußerst populären Musicalfilm Meine Lieder – meine Träume auf: Er spielte Friedrich, den ältesten Sohn der Trapp-Familie.
Im Erwachsenenalter setzte Hammond seine Schauspielkarriere mit einem Auftritt im Broadway-Stück Conduct Unbecoming sowie Nebenrollen in den Kinofilmen Endstation Hölle und Superdad – Papa ist der Größte fort. Er übernahm in den 1970er- und 1980er-Jahren ebenfalls Gastrollen in beliebten Fernsehserien wie Die Waltons, Petrocelli, Magnum, Dallas und Mord ist ihr Hobby. Hammond war dabei meist auf das Rollenfach des attraktiven Liebhabers festgelegt. Bekanntheit verschaffte er sich auch durch seine Rolle als Peter Parker alias Spider-Man in der Fernsehserie The Amazing Spider-Man. Die Serie wurde zwischen 1977 und 1979 erstmals ausgestrahlt und war die erste Realverfilmung der Spider-Man-Comics, somit wurde Hammond auch der erste Realdarsteller des Comichelden.
Hammonds erste Ehe mit Laura Soli wurde 1984 geschieden. Kurz darauf zeigte er sich nach Dreharbeiten in Australien von diesem Land so fasziniert, dass er Ende der 1980er-Jahre ganz dorthin zog. Inzwischen hat er auch die australische Staatsbürgerschaft angenommen. Im australischen Fernsehen betätigt er sich als Schauspieler sowie gelegentlich als Drehbuchautor und Regisseur. 2019 wirkte er nach längerer Zeit erstmals wieder in einer wichtigen Hollywood-Produktion mit, als er in Quentin Tarantinos Once Upon a Time in Hollywood den Fernsehregisseur Sam Wanamaker spielte.
Hammond ist seit Anfang der 1990er-Jahre mit Schauspielerin Robyn Nevin, der ehemaligen Leiterin der Sydney Theatre Company, in einer Beziehung.

## Filmografie (Auswahl)

### Kino
- 1963: Herr der Fliegen (Lord of the Flies)
- 1965: Meine Lieder – meine Träume (The Sound of Music)
- 1972: Endstation Hölle (Skyjacked)
- 1973: Superdad – Papa ist der Größte (Superdad)
- 1988: Trendsetters – Jahrmarkt der Illusionen (Emerald City)
- 1993: Ein schräger Vogel (Frauds)
- 1997: Paradise Road
- 2001: Crocodile Dundee in Los Angeles (Crocodile Dundee in Los Angeles)
- 2005: Stealth – Unter dem Radar (Stealth)
- 2005: The Saviour (Kurzfilm)
- 2009: Maos letzter Tänzer (Mao’s Last Dancer)
- 2014: Turkey Shoot
- 2018: Ladies in Black
- 2019: Once Upon a Time in Hollywood

### Fernsehen
- 1962: Preston & Preston (The Defenders; 1 Folge)
- 1973: Die Waltons (The Waltons; 1 Folge)
- 1973–1974: Rauchende Colts (Gunsmoke; 3 Folgen)
- 1974/1977: Hawaii Fünf-Null (Hawaii Five-O; 2 Folgen)
- 1976: Reich und Arm (Rich Man, Poor Man; 1 Folge)
- 1976: Petrocelli (1 Folge)
- 1977–1979: The Amazing Spider-Man (14 Folgen)
- 1980: Die Marschroniken (The Martian Chronicles; 3 Folgen)
- 1980: Love Boat (1 Folge)
- 1982: Falcon Crest (2 Folgen)
- 1982: Magnum (1 Folge)
- 1982: Dallas (3 Folgen)
- 1985: Mord ist ihr Hobby (Murder, She Wrote; 1 Folge)
- 1985: Die Fälle des Harry Fox (Folge Till Death Do Us Part)
- 1989: Gefährliches Paradies (Trouble in Paradise)
- 1989: In geheimer Mission (Mission: Impossible; 1 Folge)
- 1989: Die fliegenden Ärzte (The Flying Doctors; 1 Folge)
- 1993: Geiselnahme im Einkaufszentrum (Irresistible Force, Fernsehfilm)
- 1995: Mirror, Mirror (20 Folgen)
- 1997: 20.000 Meilen unter dem Meer (20,000 Leagues Under the Sea) (Zweiteiler)
- 2000: Die verlorene Welt (The Lost World; 1 Folge)
- 2003: Farscape (2 Folgen)
- 2015: Gallipoli (4 Folgen)
- 2023: C*A*U*G*H*T (Miniserie, 4 Folgen)